# 克里斯蒂安·弗雷泽里克森
克里斯蒂安·弗雷泽里克森（丹麥語：Christian Frederiksen，1965年1月31日—），丹麦、挪威男子皮划艇运动员。他曾代表丹麦、挪威参加1988年、1992年、1996年和2000年夏季奥林匹克运动会皮划艇比赛，其中1992年奥运会获得一枚银牌。